# Robin Hahnel
Robin Hahnel (ur. 25 marca 1946) – amerykański ekonomista, współtwórca (razem z Michaelem Albertem) ekonomii uczestniczącej; wykładowca ekonomii na American University.
Hahnel jest radykalnym ekonomistą i aktywistą politycznym. Z politycznego punktu widzenia jego poglądy wywodzą się z nowej lewicy i wolnościowego socjalizmu. Przez 40 lat działał w wielu ruchach społecznych i organizacjach, zwłaszcza ruchu studentów przeciwko wojnie w Wietnamie, a w ostatnim czasie ruchu ekologicznym; współpracuje także z amerykańską Partią Zielonych. Na poglądy ekonomiczne Hahnela wpłynęły idee m.in. Karola Marksa, J.M. Keynesa, Piero Sraffy, Michała Kaleckiego oraz Joan Robinson.

## Książki
- Unorthodox Marxism: an essay on capitalism, socialism, and revolution (razem z Michaelem Albertem) South End Press, Boston 1978
- Socialism Today and Tomorrow (razem z Michaelem Albertem) South End Press, Boston 1981
- Quiet revolution in welfare economics (razem z Michaelem Albertem) Princeton University Press, Princeton 1990
- Looking forward: participatory economics for the twenty first century (razem z Michaelem Albertem) South End Press, Boston 1991
- The political economy of participatory economics (razem z Michaelem Albertem) Princeton *University Press, Princeton 1991
- Panic rules!: everything you need to know about the global economy South End Press, Cambridge 1999
- The ABCs of political economy: a modern approach Pluto Press, London-Sterling 2002.
- Economic justice and democracy: from competition to cooperation Routledge, New York 2005